# Hélène Rey
Pour les articles homonymes, voir Hélène Rey (sage-femme) et Rey.
Hélène Rey (née le 13 mars 1970[réf. nécessaire] à Brioude) est une économiste française spécialisée notamment en macroéconomie internationale, professeur à la London Business School. Elle est membre du Cercle des économistes. Elle écrit également des tribunes dans le journal Les Échos et est chercheur associée du Centre for Economic Policy Research, du National Bureau of Economic Research (NBER) et du Bellagio group. En 2006, elle  a reçu le Bernácer Prize du meilleur économiste européen de moins de 40 ans travaillant dans le domaine de la macroéconomie et de la finance et en 2013 le prix Yrjö Jahnsson. Elle a été nommée en septembre 2010 membre du Conseil d'analyse économique français par le Premier ministre François Fillon.

## Carrière
Avant de devenir professeur à la London Business School, elle a été lectrice de 1997 à 2000 à la London School of Economics, puis assistant professor d'économie et d'affaires internationales à l'université de Princeton (2000-2006) et professeur (2006-2007).

## Formation
Diplômée de l'ENSAE Paris en 1994 et d'un Master of Science (MSc) dans l'ingénierie des systèmes économiques (Engineering Economic System) à l'université de Standford, elle obtient son doctorat à la London School of Economics et à l'École des hautes études en sciences sociales (1998). Sa thèse était intitulée : « Essays on International Currencies and Exchanges Rates ».

## Activités éditoriales
Elle est éditrice associée de l'International Journal of Central Banking, du Journal of the European Economic Association et de l'Economic Journal. Elle fait partie du bureau de la Review of Economic Studies, est membre du conseil de la European Economic Association ainsi que du conseil scientifique de la Banque de France.
Elle est membre du conseil d'orientation de l'Institut Montaigne, un think tank libéral.
Elle prend position en faveur d'Emmanuel Macron lors de l'élection présidentielle de 2017.

## Travaux (sélection)
- Quelle réforme pour le système monétaire international ?, avec Emmanuel Farhi et Pierre-Olivier Gourinchas[6]
- Réformer le système monétaire international, rapport de Agnès Bénassy-Quéré, Emmanuel Farhi, Pierre-Olivier Gourinchas, Jacques Mistral, Jean Pisani-Ferry et Hélène Rey, 2011[7]
- « Home Bias at the Fund Level » avec Harald Hau, in American Economic Review, 98:2, 2008
- « International Financial Adjustment » avec Pierre-Olivier Gourinchas, in  Journal of Political Economy, 115:4, August 2007.
- « Exchange Rates, Equity Prices and Capital Flows » avec H. Hau, in Review of financial Studies, vol 19, n°1, 2006.
- « International Trade And Currency Exchange », in Review of Economic Studies, 68 (2), April 2001.
- « The Emergence of the Euro as an International Currency » with R. Portes, in Economic Policy, 26, April 1998.

## Distinctions
- 2012 : Prix Birgit Grodal
- 2013 : Prix Yrjö Jahnsson partagé avec Thomas Piketty[8]
- 2017 : Prix Maurice Allais de science économique[9]